# 横山元彦
横山 元彦（よこやま もとひこ、1944年5月13日 - ）は、元ジェイテクト社長。旭日重光章受章。岐阜県出身。

## 概要
1967年、名古屋大学法学部卒業、豊田工機（現ジェイテクト）入社。
2004年、豊田工機代表取締役社長。
2006年、光洋精工及び豊田工機合併によるジェイテクト発足に伴い同社副社長。
2007年、同社代表取締役社長就任。
2008年、日本ベアリング工業会会長。
2011年日本工作機械工業会会長。

## 経歴
- 1967年 - 名古屋大学法学部卒業
- 1967年 - 豊田工機（現ジェイテクト）入社
- 1989年 - 同社海外生産推進室主査(部長)
- 1991年 - 同社取締役
- 1998年 - 同社常務取締役
- 2000年 - 同社専務取締役
- 2004年 - 同社代表取締役社長
- 2006年 - ジェイテクト代表取締役副社長(光洋精工と豊田工機が合併)
- 2007年 - ジェイテクト代表取締役社長
- 2010年 - ジェイテクト代表取締役副会長
- 2011年 - ジェイテクト代表取締役会長
- 2013年 - 会長退任、相談役
- 2015年 - 旭日重光章受章[4]